# Andrija Marković
Andrija Marković (15. stoljeće, hrvatski graditelj i klesar).
Andrija Marković, korčulanski graditelj i klesar iz 15. stoljeća. Utemeljitelj je glasovite korčulanske graditeljske i klesarske obitelji Andrijić. Sin je korčulanskog klesara Marka Miličevića koji je učio zanat kod Ivana iz Vienne.

## Obitelj Andrijića
Djelujući u Korčuli i Dubrovniku Andrijići su činili jezgru tzv.  Dubrovačko – korčulanske graditeljske i klesarske škole. Djelujući kontinuirano od početka 15. stoljeća do kraja 16. stoljeća ostvarili su čitav niz značajnih ostvarenja u kasnogotičkom i renesansnom duhu. Posljednji Andrijić djelovao je na Korčuli krajem 18. stoljeća kao sitnoslikar.
- Marko Miličević (14. – 15. stoljeće)
- Andrija Marković (spominje se od 1438.)
- Vlahuša – Blaž Andrijić (spominje se od 1468. do 1516.)
- Jerko Andrijić (spominje se od 1487. do 1518.)
- Marko Andrijić (spominje se od 1470. do 1507.)
- Petar Andrijić (spominje se od 1492. do 1553.)
- Josip Andrijić (16. st.)
- Andrija Andrijić (16. st.)
- Andrija Markov (spominje se od 1511. do 1532.)
- Frane Jerkov (spominje se od 1507. do 1523.)
- Nikola Blažev (spominje se od 1512. do 1553.)
- Josip Markov (spominje se od 1503. do 1547.)
- Nikola Franov (kraj 16. st.)
- Ivan Josipov (kraj 16. st.)
- Kuzma Andrijić (kraj 18. st.)